# Андерс Аплін
Андерс Ерік Аплін (нар. 1 серпня 1994, Сінгапур) — сінгапурський футболіст, захисник клубу «Гейланг Юнайтед» та національної збірної Сінгапуру.

## Життєпис

### Особисте життя
Кузен колишнього гравця національної збірної Сінгапуру Тан Кім Ленга. Аплін також випускник Наньянського технологічного університету за спеціальністю «бізнес». Службу в збройних силах Сінгапуру проходив у командос.

### Ранні роки
Футбольної майстерності навчався в Сінгапурській школі спорту, після чого перейшов до Національної футбольної академії U-18. У 2009 році виступав за футбольну команду Молодшого коледжу Вікторія, яка виграла Національний шкільний A-Дивізіон.

### Клубна кар'єра

#### «Сінгапур Крікет Клаб»
Хоча Андерс був частиною вступної когорти футболістів Сінгапурської школи, виступаючи поруч із майбутніми левами, такими як Сафуван Багарудін та Мадху Могана, його рішення зосередитись на навчанні спричинило його непотрапляння до професіонального сінгапурського футболу через недоліки в законодавстві. Внаслідок цього Андерс змушений був виступати за «Сінгапур Крікет Клаб» у Національному аматорському футбольному чемпіонаті.

#### «Сінгапур Рекріейшн Клаб»
Наступним клубом Андерса став «Сінгапур Крікет Клаб», де його помітив тренер Гейланга Нур Алі, який тоді керував «Ішун Сентек Марінерс». Наприкінці 2015 року «Гейланг» запросив Апліна на перегляд, за результатами якого клубу сподобалася агресія та рішучість Андерса.

#### «Гейланг Юнайтед»
Андерс розпочав свою професіональну футбольну кар'єру 2016 року у складі «Гейланг Юнайтед», дебютувавши в матчі Кубку Ліги проти «Балестьє Галса». А вже наступного року підписав свій перший професіональний контракт. Його вдала грав в С-Лізі 2017 року дозволила Андерсу отримати дебютний виклик до національної збірної Сінгапуру. На початку 2018 року відправився на перегляд до представника японської Джей-ліги 2 «Мацумото Ямага».

#### «Мацумото Ямага»
7 серпня 2018 року офіційний сайт «Мацумото Ямага» оголосив, що Аплін орендований командою до завершення сезону. Завдяки цій оренді Андерс став першим сінгапурським футболістом, який виступав у Джей-лізі 2 та в Японії загалом.

### Кар'єра в збірній
Дебютний виклик до національної збірної Сінгапуру отримав у 2017 році, проте ні на товариський матч проти Катару, ні на поєдинок кваліфікації кубку Азії (10 жовтня) проти Туркменістану так і не поїхав. Дебютував у збірній 23 березня 2018 року в переможному (3:2) поєдинку проти Мальдів, замінивши на 73-й хвилині Ірфана Фанді.

## Статистика виступів

### Клубна
Станом на 16 квітня 2017 року
|                           | Сезон             | С.Ліга | С.Ліга | Кубок Сінгапуру | Кубок Сінгапуру | Кубок Ліги | Кубок Ліги | ЛЧА  | ЛЧА   | Кубок АФК | Кубок АФК | Загалом | Загалом |
| Матчі                     | Сезон             | Голи   | Матчі  | Голи            | Матчі           | Голи       | Матчі      | Голи | Матчі | Голи      | Матчі     | Голи    |         |
| ------------------------- | ----------------- | ------ | ------ | --------------- | --------------- | ---------- | ---------- | ---- | ----- | --------- | --------- | ------- | ------- |
| «Гейланг Юнайтед»         | 2016              | 9      | 0      | 0               | 0               | 4          | 0          | —    | —     | —         | —         | 13      | 0       |
| «Гейланг Юнайтед»         | 2017              | 19     | 0      | 1               | 0               | 4          | 0          | —    | —     | —         | —         | 24      | 0       |
| «Гейланг Юнайтед»         | 2018              | 8      | 1      | 0               | 0               | 0          | 0          | —    | —     | —         | —         | 8       | 1       |
| «Гейланг Юнайтед»         | 2019              | 9      | 0      | 0               | 0               | 0          | 0          | —    | —     | —         | —         | 0       | 0       |
| «Гейланг Юнайтед»         | Загалом           | 28     | 0      | 1               | 0               | 8          | 0          | -    | -     | -         | -         | 36      | 0       |
| «Мацумото Ямага» (оренда) | 2018              | 0      | 0      | 0               | 0               | 0          | 0          | —    | —     | —         | —         | 0       | 0       |
| «Мацумото Ямага» (оренда) | Загалом           | 0      | 0      | 0               | 0               | 0          | 0          | -    | -     | -         | -         | 0       | 0       |
| Усього за кар'єру         | Усього за кар'єру | 45     | 1      | 1               | 0               | 8          | 0          | -    | -     | -         | -         | 36      | 0       |

### У збірній

#### По рокам
| національна збірна Сінгапуру | національна збірна Сінгапуру | національна збірна Сінгапуру |
| Рік                          | Матчі                        | Голи                         |
| ---------------------------- | ---------------------------- | ---------------------------- |
| 2018                         | 2                            | 0                            |
| Загалом                      | 2                            | 0                            |

Станом на 27 березня 2018

### По матчам
| № | Дата            | Місце                                   | Суперник          | Результат      | Змагання            |
| - | --------------- | --------------------------------------- | ----------------- | -------------- | ------------------- |
| 1 | 23 березня 2018 | Бішан, Національний стадіон, Сфнгапур   | Мальдіви          | 3-2 (перемога) | Товариський матч    |
| 2 | 27 березня 2018 | Міський стадіон Тайбея, Тайбей, Тайвань | Китайський Тайбей | 0-1 (поразка)  | 3 р. кв. кубку Азії |

## Титули й досягнення
- Володар Кубка Сінгапуру: 2022